# Альмугера Кабар
Альмугера Рауф Мохаммед Кабар (нім. Almugera Raouf Mohammed Kabar, нар. 6 червня 2006, Бремен, Німеччина) — німецький футболіст лівійського походження, фланговий захисник дортмундської «Боруссії».

## Ігрова кар'єра

### Клубна
Альмугера Кабар починав грати у футбол в молодіжних командах клубів «Гаммер» та дортмундської «Боруссії». В травні 2023 року футболіст підписав з «Боруссією» свій перший контракт, який дійсний до 2026 року. В жовтні 2023 року англійське видання The Guardian назвало Кабара одним з кращих футболістів світу 2006 року народження.
26 жовтня 2024 року Кабар дебютував у першій команді «Боруссії», коли вийшов на заміну у матчі чемпіонату Німеччини проти «Аугсбурга». За 10 хвилин ігрового часу футболіст отримав дві жовті картки і був вилучений з поля.

### Збірна
У 2023 році у складі юнацької збірної Німеччини (U-17) Альмугера Кабар став переможцем юнацького чемпіонату Європи в Угорщині та юнацького чемпіонату в Індонезії.

## Досягнення
Німеччина (U-17)
 Чемпіон світу: 2023
 Чемпіон Європи: 2023